# Камње (Бохињ)
Камње (словен. Kamnje) је насељено место у општини Бохињ, Горењска регија, Словенија.

## Историја
До територијалне реорганизације у Словенији било је у саставу старе општине Радовљица.

## Становништво
У попису становништва из 2011. године, Камње је имало 223 становника.
| Број становника према пописима | Број становника према пописима | Број становника према пописима |
| ------------------------------ | ------------------------------ | ------------------------------ |
| 1991                           | 2002                           | 2011                           |
| 205                            | 232                            | 223                            |